# Лувиньи (Кальвадос)
Лувиньи́ (фр. Louvigny) — коммуна во Франции, находится в регионе Нижняя Нормандия. Департамент коммуны — Кальвадос. Входит в состав кантона Кан 8-й кантон. Округ коммуны — Кан.
Код INSEE коммуны — 14383.

## Население
Население коммуны на 2010 год составляло 2701 человек.
| 1962 | 1968 | 1975 | 1982 | 1990 | 1999 | 2010 |
| ---- | ---- | ---- | ---- | ---- | ---- | ---- |
| 771  | 951  | 1252 | 1384 | 1712 | 1766 | 2701 |

## Экономика
В 2010 году среди 1802 человек трудоспособного возраста (15—64 лет) 1373 были экономически активными, 429 — неактивными (показатель активности — 76,2 %, в 1999 году было 68,5 %). Из 1373 активных жителей работали 1272 человека (631 мужчина и 641 женщина), безработных было 101 (45 мужчин и 56 женщин). Среди 429 неактивных 184 человека были учениками или студентами, 167 — пенсионерами, 78 были неактивными по другим причинам.